# Codeine
Codeine (с англ. — «Кодеин») — американская инди-рок-группа, образованная в 1989 году в Нью-Йорке. Они выпустили два полноформатных альбома — Frigid Stars в 1990 году и The White Birch в 1994 году. Хотя группа распалась в 1994 году вскоре после выпуска The White Birch, их сдержанный и меланхоличный стиль способствовал зарождению слоукора. С тех пор Codeine воссоединялись дважды: первый раз для нескольких концертов в 2012 году и второй раз для серии концертов в Нью-Йорке и Лос-Анджелесе в 2023 году.

## Дискография
Смотри статью «Дискография Codeine» в англ. разделе.
- Frigid Stars LP (1991)
- The White Birch (1994)
- Dessau (2022)